# HD59982
HD59982 — хімічно пекулярна зоря спектрального класу
B8 й має видиму зоряну величину в смузі V приблизно  8,3.

## Пекулярний хімічний склад
Зоряна атмосфера HD59982 має підвищений вміст 
Si
.